# Adeloneivaia parallela
Adeloneivaia parallela är en fjärilsart som beskrevs av Felix Bryk. Adeloneivaia parallela ingår i släktet Adeloneivaia och familjen påfågelsspinnare. Inga underarter finns listade i Catalogue of Life.